# Ynys Enlli
Ynys Enlli (Nom d'origen gal·lès, Ynis illa, Enlli del gran corrent o de les marees, Bardsey Island en anglès) és una illa davant de l'extrem sud de la península de Llŷn, en el comtat de Gwynedd, al nord de Gal·les. L'illa acull un monestir fundat per Sant Cadfan en el segle vi.
Té una extensió de 180 hectàrees i el seu punt més alt és el cim del Mynydd Enlli, amb 167 metres d'alçada. Alberga una petita població permanent de menys de deu persones, que creix durant els mesos d'estiu pels visitants vinguts de fora. Poc ha canviat l'illa en els darrers cent cinquanta anys, i de fet l'últim edifici erigit va ser la capella en 1875. Des del 2001 hi ha una línia telefònica que la comunica amb la resta de la xarxa pública, però el sistema telefònic a l'illa encara utilitza telèfons de maneta i tots els habitatges formen part d'una única línia comunitària.
El terme col·loquial gal·lès per a latrina (tŷ *bach "petita casa") encara s'utilitza a Enlli per la petita casa al final del jardí.

## Demografia
La població permanent són menys de deu persones, que s'amplia considerablement els mesos d'estiu amb visitants que s'estan en segones residències. Residències en condicions dificultoses: no hi ha subministrament elèctric fix (però si plaques solars), i moltes cases s'il·luminen amb espelmes i llums de gas; el 2001 la xarxa telefònica va arribar a l'illa, però encara està en condicions molt precàries.
L'illa pertany, i és gestionada, pel Bardsey Island Trust, que l'adquirí el 1979 gràcies a les aportacions recollides en subscripció pública. Anteriorment, durant molts anys i fins al 1972 havia estat propietat de la família Newborough (de Glynllifon, vora Caernarfon). Al cens del 1851, l'illa acollia una població de 92 persones i, en el moment de màxima ocupació el 1881, l'illa tenia 132 habitants. En el 1925 el darrer "Rei" d'Enlli, Love Pritchard ("Rei" era un títol honorífic atorgat per Lord Newborough als successius líders de la comunitat), impulsà l'abandó de l'illa per part dels habitants en cerca d'una existència menys soferta. El 1935 els habitants havien disminuït fins a 33, i aquest descens portà al tancament de la petita escola municipal el 1953. El 1961 la població havia descendit a 17 habitants i per al 2003 la població s'havia reduït a tan sols 4 persones.

## Història

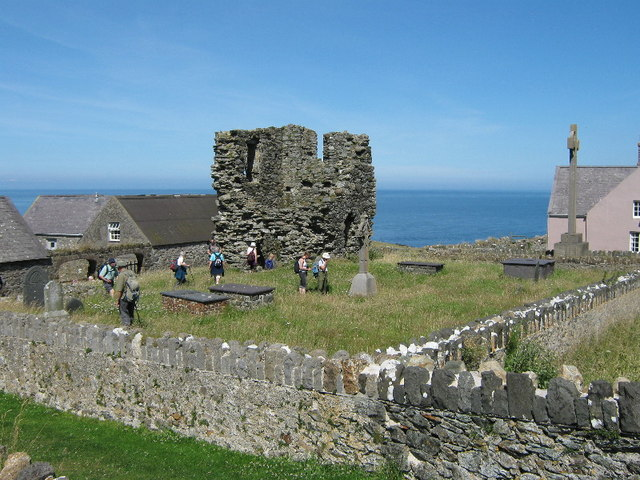
Les ruïnes de l'abadia de Santa Maria

L'abadia de Santa Maria fou enderrocada al 1537 per ordre d'Enric VIII. Es varen prendre elements de l'abadia per a reutilitzar-los a la nova església parroquial de Llanengan

L'illa havia estat habitada ja en el Neolític, com ho asseveren els fonaments d'antigues cabanes a l'illa. Durant el Segle V l'illa es va convertir en un refugi per als cristians perseguits i hi havia un petit monestir celta. En 516 Sant Cadfan va arribar des de Bretanya i promogué la construcció de l'Abadia de Santa Maria (Santes Fair). i l'illa esdevingué un lloc de pelegriniatge.
Amb la dissolució del monaquisme britànic el 1537, l'illa passà a ser un focus de pirates i malfactors fins a l'establiment d'una comunitat de pagesos i pescadors a mitjan segle divuit. Un far de 30 metres d'alçada (d'entre els de planta quadrada, el més alt de Gran Bretanya) va ser acabat el 1821. Només una de les "crogloft" (cases) antigues ha sobreviscut, Carreg Bach, ja que la majoria de les cases actuals van ser construïdes en els anys 1870 pel terratinent Lord Newborough. L'edifici de construcció més recent és la capella, del 1875. Tots els edificis antics estan registrats i protegits pel Cadw, l'organisme governamental per a la protecció, conservació i promoció dels edificis antics i històrics de Gal·les (Welsh Historic & Ancient Monuments Organisation en anglès).
El Bardsey Island Trust (en idioma gal·lès: Ynys Ymddiriedolaeth Enlli) va comprar l'illa en 1979, després d'una crida pública amb el suport de l'Església de Gal·les i molts acadèmics gal·lesos, així com figures públiques. El Patronat es finança per les quotes dels socis, subvencions i donatius, i es dedica a la protecció de la vida silvestre, els edificis i els jaciments arqueològics de l'illa; la promoció de la vida artística i cultural; i promoure'n les visites com lloc de gran bellesa natural, i de peregrinació. Quan, en 2000, el fideïcomís demanà un arrendatari per a les 180 ha de la granja d'ovelles de l'illa, rebé 1.100 sol·licituds. La concessió és, actualment, en mans de la Societat Reial per a la Protecció de les Aus, i la terra és gestionada per a mantenir-hi l'hàbitat natural. S'hi conreen civada, naps i colinaps, i s'hi crien cabres, ànecs, oques i pollastres, així com un ramat mixt d'ovelles i vacum negre de Gal·les.

## Flora i fauna
L'illa va ser declarada Reserva Natural Nacional el 1986, i és part de l'Ardal Gwarchodaeth Arbennig Glannau Aberdaron ac Ynys Enlli (en anglès, Glannau Aberdaron ac Ynys Enlli Special Protection Area), una zona d'especial protecció. En l'actualitat és un lloc favorit per a l'observació de les rutes de migració de milers d'aus. El Bardsey Bird and Field Observatory, fundat el 1953, captura i anella 8.000 aus cada any per tal d'entendre'n els patrons migratoris.

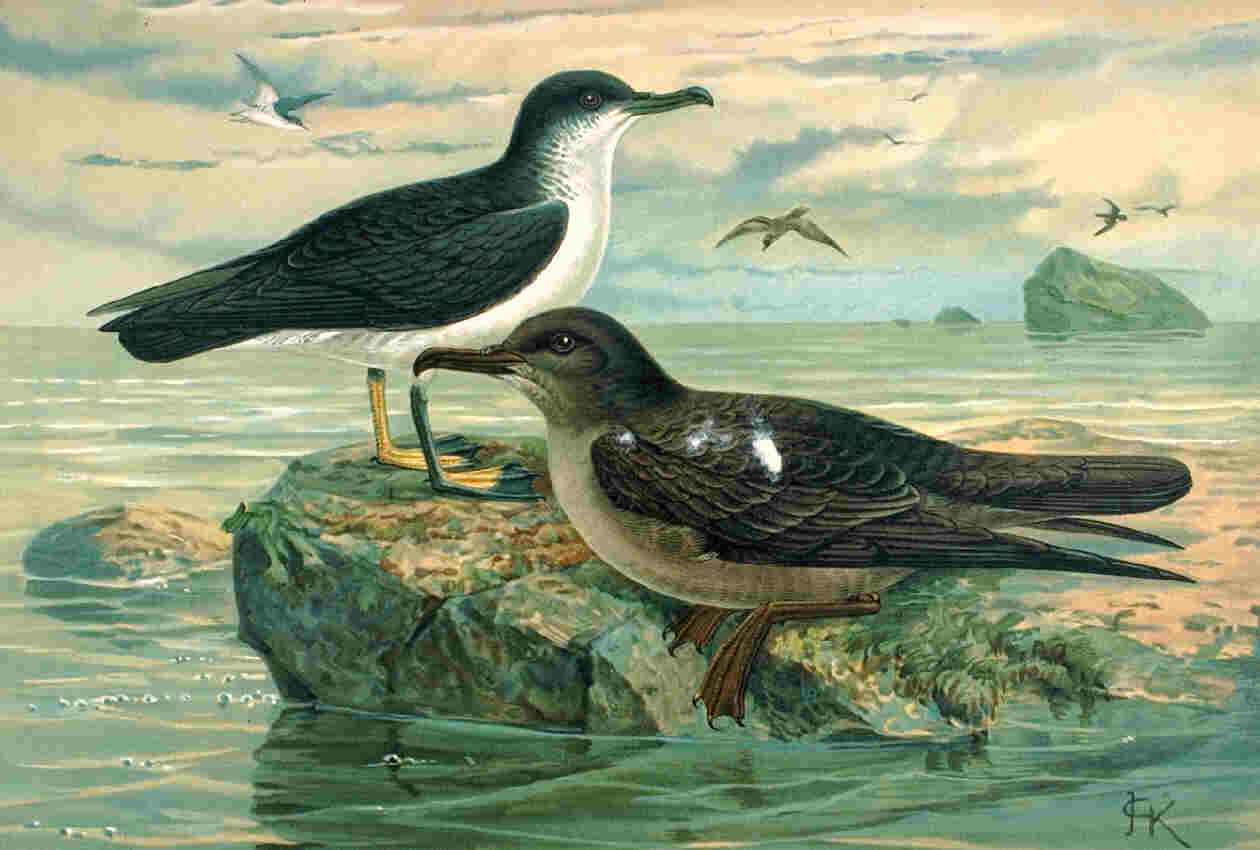
7000 parelles de baldriga pufí nien a l'illa cada any

L'illa va ser declarada Lloc d'Especial Interès Científic per les seves comunitats marítimes, líquens, briòfits, plantes vasculars i espècies d'ocells, així com comunitats intermareals. S'hi poden trobar plantes amb flors nacionalment importants, com Juncus acutus, Limonium binervosum, Ophioglossum azoricum i trèvols, així, com les rares salicàries Dues espècies de líquens de bruguera es troben en vessants del Mynydd Enlli: l'Heterodermia i el Teloschistes i hi ha més de 350 espècies de líquens en total. L'abella Megachile, anomenada "leafcutter bee" en anglès pel seu costum de fer talls nets, en forma de cercle, als pètals de les roses, i que utilitza per segellar l'entrada del seu niu, és nativa de l'illa.
Milers d'aus passen a través de l'illa cada any en el seu camí als seus llocs de cria o hivernada. El mosquiter comú, el reietó i el Còlit gris són generalment els primers a passar, seguit de la Boscarla dels joncs, el Mosquiter de passa, la Tallareta vulgar i el Papamosques gris.

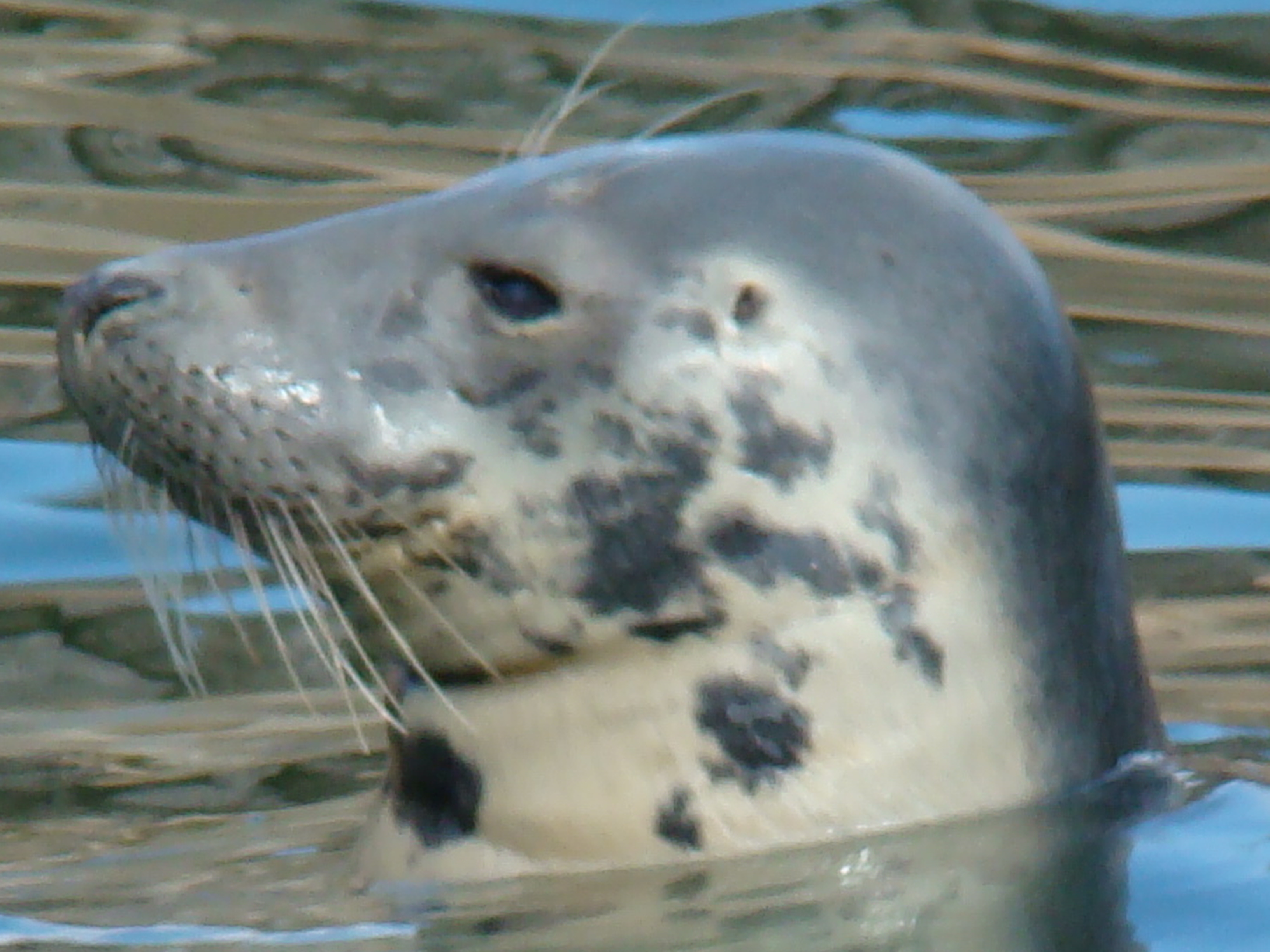
L'Illa d'Enlli és un dels millors llocs de Gwynedd per veure foques grises. Prop de 15 cries neixen cada tardor.

Una trentena d'espècies d'aus nien regularment a l'illa, incloent corbs, mussols, garses de mar i la rara Gralla de bec vermell. Centenars d'aus marines, incloent gavots, somorgollaires, fulmars i gavinetes, passen l'estiu als penya-segats de l'est de l'illa. Aquesta abundància reflecteix la manca de depredadors terrestres, com rates o guineus, que les cacin. En una nit fosca sense lluna, a l'illa es pot sentir un cloqueig misteriós quan 7.000 parells de baldrigues pufins, el 3,5 per cent de la població britànica, venen a terra per pondre i incubar els ous en caus de conills abandonats o caus cavats recentment.

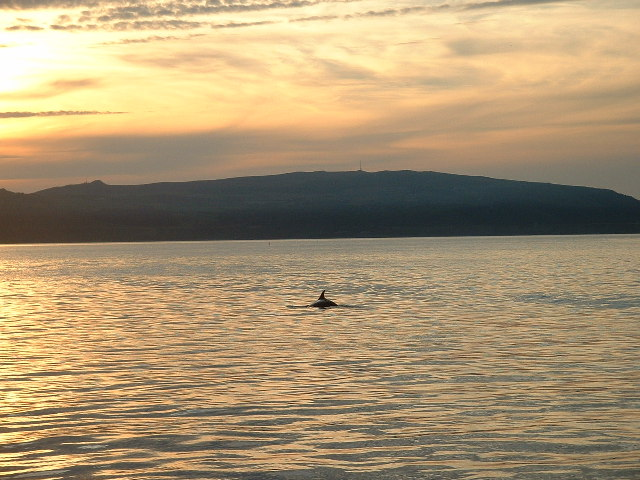
Un dofí nedant en la posta de sol a la Porth Neigwl Bay (Badia Boca de l'Infern)

L'illa és un dels millors llocs de Gwynedd per veure foques grises. A mitjans de l'estiu se'n poden veure més de dues-centes prenent el sol a les roques o flotant al mar, i unes quinze cries neixen cada tardor. Les seves dents afilades i fortes mandíbules són perfectes per trencar les petxines dels llamàntols i crancs que habiten a les aigües. També és possible observar dofins mulars, caps d'olla grisos i marsopes. Els corrents al voltant de l'illa són els d'aportar les aigües riques en aliments, i la Whale and Dolphin Conservation Society ha estat estudiant-les des de 1999 per saber quines àrees són de particular importància per a l'alimentació i la cura de les cries.
Els mars que envolten l'illa són rics en vida marina. Hi ha boscos de laminàries i als tolls entre les roques hi ha anemones de mar, crancs i peixos petits; i en aigües més profundes, les roques estan cobertes per esponges i urocordats. L'anemone estrella groga, que es troba a alta mar, és més comuna al Mar Mediterrani.

## Transport
Els serveis de ferri a l'illa d'Enlli són operats des de Porth Meudwy i Pwllheli per les empreses "Bardsey Boat Trips" i "Enlli Charters".
De vegades, el vent i els forts corrents marins fan que la travessia entre l'illa i el continent esdevingui impossible, i que els vaixells no puguin arribar o sortir de l'illa durant setmanes. L'any 2000, disset visitants varen quedar-hi atrapats durant dues setmanes, quan les ventades impediren que un bot els recollís.

## Pelegrinatge
Durant segles l'illa va ser coneguda com "el lloc sant de l'enterrament per tots els millors i més valents de la Terra", i els bards l'anomenaven "la terra de les indulgències, l'absolució i el perdó, el camí al Cel i la porta al paradís". En 1188 l'abadia era encara una institució cèltica, però cap a 1212 va pertànyer a la confessió agustiniana. Moltes persones encara realitzen el viatge a Aberdaron i Uwchmynydd cada any rere les petjades dels sants, encara que de l'antiga abadia avui només en romanen les ruïnes del campanar del segle xiii. Les creences de l'època eren que tres pelegrinatges a Enlli n'equivalien un a Roma, i que els fidels que hi fossin enterrats tindrien la salvació eterna; una creu cèltica enmig de les ruïnes commemora els vint mil sants que, es diu, jeuen a Ynys Enlli.
Sant Deiniol i Saint Dubricius estigueren enterrats a l'abadia abans de ser traslladats a les catedrals de Bangor (Gwynned) i Llandaf respectivament. La llegenda conta també que el mag Merlí hi va ser empresonat en un taüt de cristall, i que aquest podria ser el mític Avalon de les històries artúriques, però el mateix es diu de molts altres llocs a prop del mar d'Irlanda.

## Atractius turístics
Punts d'interès turístic són un campanar del segle xiii, diverses creus celtes, i una gran riquesa de flora i fauna.
Per encàrrec i quan la meteorologia ho permet, els visitants poden arranjar viatges en barca a i des de Pwllheli i Aberdaron, creuant l'Swnt Enlli, l'estret d'Enlli.

## La Poma Ynys Enlli
Enlli ha produït una varietat de poma única, l'Afal Ynys Enlli. Se suposa que és una evolució de les pomeres que van introduir els monjos en el segle xiv, i que en el llarg aïllament ha desenvolupat característiques especials, com una immunitat a diverses infeccions. El 1998 va ser identificada i classificada i, en l'actualitat, els seus esqueixos es comercialitzen  Arxivat 2014-05-16 a Wayback Machine..